# Anne Benoît
Anne Benoît est une actrice française, née en 1959.

## Biographie
Fille d'enseignants catholiques partis exercer leur métier en Afrique, Anne Benoît revient en France à l'âge de douze ans[réf. nécessaire]. Une tumeur à la jambe lui fait arrêter la danse[réf. nécessaire] et elle s'inscrit alors au conservatoire de Versailles pour y suivre les cours de théâtre de Marcelle Tassencourt, puis ceux de l'École Tania Balachova-Véra Gregh. 
Elle passe le concours de l'École d'Antoine Vitez, Sophie Loucachevsky et Aurélien Recoing au Théâtre national de Chaillot. Elle est retenue parmi mille candidats.

## Filmographie

### Cinéma
- 1981 : Le bahut va craquer de Michel Nerval
- 2000 : Sans sommeil (court métrage) d'Olivier Volcovici
- 2002 : L'Adversaire de Nicole Garcia
- 2004 : La confiance règne d'Étienne Chatiliez : Gisèle
- 2004 : Tout le plaisir est pour moi d'Isabelle Broué : un témoignage « livres »
- 2005 : Je ne suis pas là pour être aimé de Stéphane Brizé : Hélène, la secrétaire
- 2005 : L'Annulaire de Diane Bertrand : la dame à la partition
- 2005 : Papa de Maurice Barthélemy : Tata Martine
- 2006 : Lady Chatterley de Pascale Ferran : la mercière
- 2007 : Darling de Christine Carrière : Suzanne, la mère
- 2008 : Paris de Cédric Klapisch : Suzini
- 2008 : Enfances de Yann Le Gall : Aline Renoir (Aline Charigot), la mère de Jean
- 2008 : Séraphine de Martin Provost : Madame Delonge
- 2008 : Stella de Sylvie Verheyde : Madame Douchewsky
- 2009 : L'Autre de Patrick Mario Bernard : Maryse Schneider
- 2010 : Une exécution ordinaire de Marc Dugain : Alexandra, la mère d'Anna
- 2010 : Imogène McCarthery d'Alexandre Charlot et Franck Magnier : Janice Lewis
- 2010 : La Rafle de Roselyne Bosch : Matthey Jouanis
- 2010 : Tournée de Mathieu Amalric : la caissière du supermarché
- 2010 : Pieds nus sur les limaces de Fabienne Berthaud : Mireille
- 2010 : Nos résistances de Romain Cogitore : la mère de Véronique
- 2011 : Je n'ai rien oublié de Bruno Chiche : Nadia
- 2011 : Low Cost de Maurice Barthélemy : Nadine
- 2011 : Derrière les murs de Julien Lacombe et Pascal Sid : Catherine Luciac
- 2011 : My Little Princess d'Eva Ionesco : Madame Chenus, l'assistante sociale
- 2012 : Louise Wimmer de Cyril Mennegun : Nicole
- 2012 : Les Adieux à la reine de Benoît Jacquot : Rose Bertin
- 2012 : Pauline détective de Marc Fitoussi : Maryvonne
- 2012 : Télé Gaucho de Michel Leclerc : Madame Serrano
- 2013 : 100% cachemire de Valérie Lemercier : dame de la DDASS
- 2013 : Avant que de tout perdre (court métrage) de Xavier Legrand : Gaëlle
- 2014 : Les Héritiers de Marie-Castille Mention-Schaar
- 2015 : Je suis un soldat de Laurent Larivière : Martine, la mère de Sandrine et Audrey
- 2015 : Je vous souhaite d'être follement aimée d'Ounie Lecomte : Annette Lefèvre
- 2015 : Graziella de Mehdi Charef
- 2015 : Trois Souvenirs de ma jeunesse d'Arnaud Desplechin : Louise, la mère de Bob
- 2017 : Patients de Grand Corps Malade et Mehdi Idir : Christiane, l'infirmière
- 2017 : L'Un dans l'autre de Bruno Chiche : Françoise
- 2017 : Belle et Sébastien 3 : Le Dernier Chapitre de Clovis Cornillac : Madeleine
- 2018 : Gaston Lagaffe de Pierre-François Martin-Laval : le médecin
- 2018 : La Dernière Folie de Claire Darling de Julie Bertuccelli : Madame Hiram
- 2019 : Qui m'aime me suive ! de José Alcala : Rosine
- 2019 : Selfie de Thomas Bidegain, Marc Fitoussi, Tristan Aurouet, Cyril Gelblat et Vianney Lebasque : Chantal
- 2020 : T'as pécho ? d'Adeline Picault : la professeure
- 2020 : Mon cousin de Jan Kounen : Docteur Vonet
- 2020 : C'est la vie de Julien Rambaldi : Mamoune
- 2020 : Tout nous sourit de Mélissa Drigeard : Suzanne
- 2021 : Les Fantasmes de David Foenkinos et Stéphane Foenkinos : Cheffe-infirmière
- 2022 : En même temps de Benoît Delépine et Gustave Kervern : La mère de Molitor
- 2022 : C'est magnifique ! de Clovis Cornillac : Héloïse Fontaine
- 2022 : Chœur de rockers d'Ida Techer et Luc Bricault : Betty
- 2023 : Je verrai toujours vos visages de Jeanne Herry : Yvette
- 2023 : Notre tout petit petit mariage de Frédéric Quiring : Madame Lanoix
- 2023 : Hawaii de Mélissa Drigeard : Colette
- 2023 : La Fiancée du poète de Yolande Moreau : Annie
- 2023 : Le Consentement de Vanessa Filho : La professeure de français
- 2023 : En attendant la nuit de Céline Rouzet : Hélène Noisy
- 2025 : Doux Jésus de Frédéric Quiring : Catherine

### Télévision
- 1989 : La Grande Cabriole (mini-série) de Nina Companeez
- 1999 : Erreur médicale de Laurent Carcélès
- 2000 : Un monde agité d'Alain Fleischer
- 2001 : Médée de Don Kent : la nourrice
- 2004 : PJ (épisode Enfants de chœur) de Gérard Vergez : Françoise Faillard
- 2004 : Juliette Lesage, médecine pour tous (épisode Précautions d'emploi) de Christian François : Florence
- 2004 : Avocats et Associés (épisode Faux coupables) d'Olivier Barma : Chantal Lorient
- 2008 : Chez Maupassant (épisode Aux champs) d'Olivier Schatzky : la mère Vallin
- 2009 : Les Petits Meurtres d'Agatha Christie (épisode Les meurtres ABC) d'Éric Woreth : Mme Daste
- 2009 : Kaamelott (saison 6) d'Alexandre Astier, Alain Kappauf et Jean-Yves Robin : Drusilla
- 2011 : Quand la guerre sera loin d'Olivier Schatzky : Céline Midavaine
- 2011 : Hard (saison 2) : madame Martel
- 2012 : Un crime oublié de Patrick Volson : Sophie
- 2014 : 3 x Manon (mini-série) de Jean-Xavier de Lestrade : Viviane Perrot
- 2014 : Candice Renoir (épisode La vérité sort de la bouche des enfants) : Corinne Rizzi
- 2014 : Les Petits Meurtres d'Agatha Christie (épisode Un meurtre est-il facile ?) de Marc Angelo : Annick Devassene
- 2014-2015 : Lazy Company (saisons 2 et 3) de Samuel Bodin et Alexandre Philip : Gal  Margaret Sanders
- 2016 : Mongeville (épisode Disparition inquiétante) d'Hervé Brami : Hélène Vannier
- 2016 : Fais pas ci, fais pas ça (épisodes Bienvenue en Sologne ! et Tous pour tous) de Pierre Aknine : Andrée
- 2016 : Après moi le bonheur de Nicolas Cuche : Madame Lorcat
- 2016 : Mystère à l'Opéra de Léa Fazer : Yvonne Jourdeuil
- 2016 : Les Hommes de l'ombre (saison 3) de Dan Franck, Frédéric Tellier, Charline de Lépine et Emmanuel Daucé : Hélène Sacco
- 2017 : Les Témoins, série créée par Marc Herpoux et Hervé Hadmar, saison 2 : Christiane Varène
- 2017 : Quadras, série créée par Mélissa Drigeard et Vincent Juillet : Myriam
- 2018 : Ma mère, le crabe et moi de Yann Samuell : Nadège
- 2019 : Le Pont du Diable de Sylvie Ayme : Chantal Fazergues
- 2019 : Le Voyageur, épisode La Permission de minuit : Cathy Duchene
- 2021 : Lupin : la journaliste Fabienne Bériot (2 épisodes)
- 2021 : Paris Police 1900 de Julien Despaux : Maman Guérin
- 2021 : Une affaire française de Christophe Lamotte : Monique Villemin
- 2021 : Jugé sans justice de Lou Jeunet : Maître Synthes
- 2021 : La Petite Histoire de France de Jonathan Barré : Lena, la mère de Yorik
- 2022 : Pandore : Yvonne Delval
- 2022 : Les Amateurs : Solange
- 2023 : Tapie de Tristan Séguéla : Sandrine Leduc
- 2024 : Machine de Fred Grivois : Michelle
- 2024 : Une amie dévouée de Just Philippot : mère de Christelle

## Théâtre
- 1985 : Lucrèce Borgia de Victor Hugo, mise en scène Antoine Vitez, Festival d'Avignon, Théâtre national de Chaillot, Opéra Comédie : La Princesse Negroni
- 1987 : Les Désossés de Louis-Charles Sirjacq, mise en scène Sophie Loucachevsky, Théâtre national de Chaillot
- 1987 : Le Soulier de satin de Paul Claudel, mise en scène Antoine Vitez, Festival d'Avignon, Théâtre national de Chaillot : Dona Isabel
- 1988 : La Force de tuer de Lars Norén, mise en scène Jean-Louis Jacopin, Petit Odéon
- La vie est un songe de Pedro Calderón de la Barca, mise en scène Antonio Arena
- Des Françaises de Michèle Fabien, mise en scène Laurence Février, Artistic Athévains
- 1988 : Les Exilés de James Joyce, mise en scène Jacques Baillon, Théâtre national de l'Odéon
- 1990 : La Dame de chez Maxim de Georges Feydeau, mise en scène Alain Françon, Théâtre du Huitième
- 1991 : Phèdre de Marina Tsvetaïeva, mise en scène Sophie Loucachevsky, Théâtre de l'Athénée-Louis-Jouvet
- 1991 : Indices terrestres de Marina Tsvetaïeva, mise en scène Éric Didry, Théâtre de l'Athénée-Louis-Jouvet
- 1991 : Britannicus de Jean Racine, mise en scène Alain Françon, Théâtre des Nuages de neige Annecy, Théâtre des Treize Vents
- 1993 : La Remise de Roger Planchon, mise en scène Alain Françon
- 1994 : Pièces de guerre d'Edward Bond, mise en scène Alain Françon, Festival d'Avignon
- 1995 : Pièces de guerre d'Edward Bond, mise en scène Alain Françon, Odéon-Théâtre de l'Europe
- Filles d'Ève de Laurence Février, mise en scène de l'auteur, Théâtre du Chaudron
- L'Île des esclaves de Marivaux, mise en scène Laurence Février, Théâtre du Chaudron
- 1997 : Joséphine, une petite révolte dans un placard à balais de Guy Walter, mise en scène Jean Lacornerie
- 1999 : Eva Perón de Copi, mise en scène Jean Lacornerie
- 1999 : L'Oiseau de lune coécrit par des écrivains marocains, mise en scène Antoine Bourseiller
- 2000 : Cendres de cailloux de Daniel Danis, mise en scène Dag Jeanneret, Théâtre d'Ô Montpellier
- 2000-2001 : Médée d’Euripide, mise en scène Jacques Lassalle, Festival d’Avignon, Odéon-Théâtre de l'Europe : La nourrice
- Le Fond de la pensée c’est le chien textes anonymes, mise en scène Jean Lacornerie
- 2003 : Les Prétendants de Jean-Luc Lagarce, mise en scène Jean-Pierre Vincent, Théâtre national de la Colline
- 2003 : Belles de Brecht, mise en scène François Bourgeat, spectacle de chansons, textes Kurt Weill, musique Hans Heisler, Festival de Figeac
- 2003 : Le Collier d'Hélène de Carole Fréchette, mise en scène Nabil El Azan, Théâtre du Rond-Point
- 2004 : Just Hamlet de Serge Valletti, mise en scène Cécile Backès, au Festivalletti Théâtre 71 Malakoff
- La Demoiselle dite Chien Sale spectacle conçu à partir d’écrits asilaires, mise en scène Anne Benoît
- 2004 : Une lune pour les déshérités d'Eugène O'Neill, mise en scène Robert Bouvier, Théâtre du Passage Neuchâtel
- 2004 : Derniers remords avant l'oubli de Jean-Luc Lagarce, mise en scène Jean-Pierre Vincent, Odéon-Théâtre de l'Europe Ateliers Berthier, Théâtre national de Strasbourg
- 2005 : Derniers remords avant l'oubli de Jean-Luc Lagarce, mise en scène Jean-Pierre Vincent, CDDB-Théâtre de Lorient, La Criée
- 2005 : L'Annonce faite à Marie de Paul Claudel, mise en scène Christian Schiaretti, TNP Villeurbanne, La Mère
- 2006 : Le Suicidé de Nikolaï Erdman, mise en scène Jacques Nichet, Théâtre national de Toulouse Midi-Pyrénées, Les Gémeaux, Sérafima Ilinitchna
- 2007 : Une lune pour les déshérités d'Eugène O'Neill, mise en scène Robert Bouvier, Nouveau théâtre d'Angers, Théâtre de Carouge
- 2007 : L'Hôtel du libre échange de Georges Feydeau, mise en scène Alain Françon, Théâtre national de la Colline
- 2008 : L'Orestie d'Eschyle, mise en scène Olivier Py, Odéon-Théâtre de l'Europe, le coryphée des Euménides/la nourrice
- 2008 : Shitz d'Hanoch Levin, mise en scène Cécile Backès, Pépinière Théâtre
- 2009 : La Nuit de l'iguane de Tennessee Williams, mise en scène Georges Lavaudant, MC93 Bobigny, MC2
- 2009 : La Fable du fils substitué de Luigi Pirandello, mise en scène Nada Strancar, TNP Villeurbanne
- 2010 : Manhattan Medea de Dea Loher, mise en scène Sophie Loucachevsky, Théâtre national de la Colline
- 2010 : Du mariage au divorce : Feu la mère de Madame et Léonie est en avance de Georges Feydeau, mise en scène Alain Françon, Théâtre national de Strasbourg, tournée
- 2011 : Du mariage au divorce : Feu la mère de Madame et Léonie est en avance de Georges Feydeau, mise en scène Alain Françon, Théâtre Marigny, Comédie de Reims, tournée
- 2012 : Britannicus de Jean Racine, mise en scène Jean-Louis Martinelli, Théâtre Nanterre-Amandiers, Agrippine
- 2015 : Les Glaciers grondants de et mise en scène David Lescot, Comédie de Caen
- 2016 : Couple de  Gilles Gaston-Dreyfus, mise en scène Gilles Gaston-Dreyfus, Théâtre du Rond-Point puis théâtre Edouard VII
- 2016 : Du vent dans les branches de Sassafras de René de Obaldia, mise en scène Bernard Murat, Théâtre Édouard VII
- 2017 : La Vraie vie de Fabrice Roger-Lacan, mise en scène Bernard Murat, Théâtre Edouard VII
- 2018 : Les Eaux et Forêts de Marguerite Duras, mise en scène Michel Didym, Théâtre de la Manufacture, Théâtre des Célestins
- 2019 : Veillée de famille de Gilles Gaston-Dreyfus, mise en scène Gilles Gaston-Dreyfus, Théâtre du Rond-Point
- 2020 : Otages, mise en scène de Richard Brunel,   Comédie de Valence
- 2023 : À la vie à la mort de et mise en scène Gilles Gaston-Dreyfus, théâtre du Rond-Point
- 2023 : Un chapeau de paille d'Italie d'Eugène Labiche, mise en scène Alain Françon, théâtre de la Porte Saint-Martin